# Bonnefoi (Orne)
Bonnefoi és un municipi francès situat al departament de l'Orne i a la regió de Normandia. L'any 2007 tenia 164 habitants.

## Demografia

### Població
El 2007 la població de fet de Bonnefoi era de 164 persones. Hi havia 67 famílies de les quals 20 eren unipersonals (16 homes vivint sols i 4 dones vivint soles), 20 parelles sense fills, 23 parelles amb fills i 4 famílies monoparentals amb fills.
La població ha evolucionat segons el següent gràfic:
Habitants censats

### Habitatges
El 2007 hi havia 110 habitatges, 67 eren l'habitatge principal de la família, 38 eren segones residències i 5 estaven desocupats. Tots els 107 habitatges eren cases. Dels 67 habitatges principals, 61 estaven ocupats pels seus propietaris i 7 estaven llogats i ocupats pels llogaters; 4 tenien dues cambres, 19 en tenien tres, 13 en tenien quatre i 32 en tenien cinc o més. 47 habitatges disposaven pel capbaix d'una plaça de pàrquing. A 29 habitatges hi havia un automòbil i a 34 n'hi havia dos o més.

### Piràmide de població
La piràmide de població per edats i sexe el 2009 era:
| Homes | Edats   | Dones |
| ----- | ------- | ----- |
| 0     | 95 o +  | 0     |
| 0     | 90 a 94 | 0     |
| 0     | 85 a 89 | 0     |
| 4     | 80 a 84 | 4     |
| 0     | 75 a 79 | 4     |
| 8     | 70 a 74 | 8     |
| 4     | 65 a 69 | 4     |
| 4     | 60 a 64 | 0     |
| 0     | 55 a 59 | 12    |
| 4     | 50 a 54 | 8     |
| 0     | 45 a 49 | 0     |
| 8     | 40 a 44 | 0     |
| 4     | 35 a 39 | 8     |
| 8     | 30 a 34 | 8     |
| 0     | 25 a 29 | 0     |
| 0     | 20 a 24 | 0     |
| 4     | 15 a 19 | 0     |
| 0     | 10 a 14 | 4     |
| 0     | 5 a 9   | 4     |
| 4     | 0 a 4   | 0     |

## Economia
El 2007 la població en edat de treballar era de 99 persones, 73 eren actives i 26 eren inactives. De les 73 persones actives 65 estaven ocupades (36 homes i 29 dones) i 8 estaven aturades (1 home i 7 dones). De les 26 persones inactives 14 estaven jubilades, 6 estaven estudiant i 6 estaven classificades com a «altres inactius».

### Ingressos
El 2009 a Bonnefoi hi havia 65 unitats fiscals que integraven 161 persones, la mediana anual d'ingressos fiscals per persona era de 15.109 €.

### Activitats econòmiques
Dels 6 establiments que hi havia el 2007, 2 eren d'empreses de construcció, 1 d'una empresa de comerç i reparació d'automòbils i 3 d'empreses de serveis.
Els 2 serveis als particulars que hi havia el 2009 eren fusteries.
L'any 2000 a Bonnefoi hi havia 6 explotacions agrícoles que ocupaven un total de 345 hectàrees.

## Poblacions més properes
El següent diagrama mostra les poblacions més properes.